# Holmelgonia brachystegiae
Holmelgonia brachystegiae är en spindelart som först beskrevs av Rudy Jocqué 1981.  Holmelgonia brachystegiae ingår i släktet Holmelgonia och familjen täckvävarspindlar.
Artens utbredningsområde är Malawi. Inga underarter finns listade i Catalogue of Life.